# Potaye
La potaye est, en Gaume, un mets unique qui se rapproche de la soupe, mais présente plus de consistance ; elle s'apparente à la potée.

## Ingrédients
Il n'en existe pas de recette typique, la ménagère utilisant ce dont elle dispose en matière de légumes et de viande ; la pomme de terre y est cependant presque toujours présente.
Les ingrédients peuvent être placés dans de l'eau froide ou bouillante et l'on veille, pendant toute la cuisson, à maintenir la préparation recouverte de 2 cm d'eau.

## Légumes
Les légumes les plus fréquemment utilisés sont le chou frisé, le chou-pin, les haricots secs et les pois secs, les haricots verts, les carottes et les poireaux, les navets, le céleri.

## Viandes
Pour la viande, on utilise le porc : le lard frais, salé ou fumé, le pied, l'oreille ou le poumon, la plate-côte salée, la crosse de jambon, fumée ou non, l'andouille, la saucisse fumée, le jambonneau.

## Consommation
La potaye peut se manger réchauffée, participant ainsi à la cuisine de restes.